# Janusz Leon Wiśniewski
Janusz Leon Wiśniewski (ur. 18 sierpnia 1954 w Toruniu) – polski naukowiec i pisarz, magister fizyki i ekonomii (Uniwersytet Mikołaja Kopernika), doktor informatyki (Politechnika Warszawska), doktor habilitowany chemii (Politechnika Łódzka).

## Życiorys

### Działalność naukowa
W latach 1979–1987 pracował w Ogólnouczelnianym Ośrodku Obliczeniowym Uniwersytetu Mikołaja Kopernika w Toruniu. Od 1987 do 2018 roku na stałe mieszkał we Frankfurcie nad Menem, gdzie pracował w międzynarodowej firmie informatycznej zajmującej się tworzeniem oprogramowania dla chemików. Współautor pierwszego w świecie programu komputerowego AutoNom do automatycznego tworzenia systematycznych nazw organicznych związków chemicznych na podstawie ich wzorów strukturalnych. Metody wyznaczania nazw systematycznych zaimplementowane w tym programie zostały opatentowane w Unii Europejskiej i Stanach Zjednoczonych w latach 2004–2006.
W latach 1999–2007 pracował na stanowisku profesora nadzwyczajnego w Pomorskiej Akademii Pedagogicznej w Słupsku.

## Działalność pisarska
Jako pisarz zadebiutował w roku 2001 powieścią Samotność w sieci, na podstawie której powstał film oraz serial telewizyjny wyprodukowany przez TVP. Kinowa premiera filmu odbyła się 7 września 2006 roku w Warszawie. Film na nośniku DVD dostępny w Polsce od 5 grudnia 2006 roku.
Teatr „Baltijskij Dom” w St. Petersburgu w Rosji zaadaptował i wystawił spektakl na podstawie S@motności w Sieci (premiera 20 lutego 2009). Ponad 10 lat po premierze spektakl pozostał na afiszu teatru, wystawiany 1-2 razy w miesiącu.
Samotność w sieci, Molekuły emocji, Bikini, Łóżko, Na Fejsie z moim synem, Miłość oraz inne dysonanse, Grand,  Kulminacje oraz Koniec samotności ukazały się w Polsce także w postaci książek mówionych.
W 2002 roku wydał Martynę – nowelę napisaną wspólnie z internautami. Książka składa się z trzech opowiadań o losach młodej studentki i grona jej przyjaciół. Początki każdego z opowiadań zostały napisane przez Wiśniewskiego. Stały się punktem wyjścia i inspiracją dla dalszych poczynań tysięcy internautów. Pisarz spośród nadesłanych propozycji wybrał najlepsze jego zdaniem zakończenia. Zostały one dołączone do opowiadania i razem wydane. Pierwszy nakład książki to 35 tysięcy egzemplarzy.
Tłumaczenia jego książek ukazały się w 19 krajach: Rosji, Chinach, Włoszech, Turcji, Holandii, Belgii, Rumunii, Chorwacji, Słowacji, Czechach, na Węgrzech, na Ukrainie, w Bułgarii, Albanii, Wietnamie, na Litwie, na Białorusi, na Łotwie i w Armenii.
Był (od kwietnia 2004 do sierpnia 2019 roku) stałym felietonistą miesięcznika „Pani”. Książki: Intymna teoria względności, Molekuły emocji, Sceny z życia za ścianą, Zbliżenia, Ukrwienia, Moja bliskość największa, Ślady, Udręka braku pożądania oraz Spowiedź niedokończona są zbiorami (rozszerzonych) tekstów drukowanych na łamach tego czasopisma.

## Działalność społeczna
Od 2012 roku jest prezesem Fundacji Start z Kulturą wspierającej młodych twórców kultury.

## Nagrody i odznaczenia
Został uhonorowany w Alei Gwiazd w swym rodzinnym mieście Toruniu (gdzie się uczył i mieszkał) i gdzie na Rynku Staromiejskim odsłonił czwartą z serii „Katarzynek” – podpisów słynnych torunian. W maju 2012 został powołany w skład rady programowej (wiceprzewodniczący rady od 2015 roku) Centrum Nowoczesności „Młyn Wiedzy”. Za wkład w promocję Uniwersytetu Mikołaja Kopernika i Torunia, w roku 2015 przyznano mu tytuł „Ambasadora Uniwersytetu Mikołaja Kopernika”.

## Publikacje książkowe

### Beletrystyka
- 2001, Samotność w sieci, (Wydawnictwa Czarne i Prószyński i S-ka, w koedycji), ISBN 83-7255-925-2
- 2002, Zespoły napięć, (Wydawnictwo Prószyński i S-ka SA), ISBN 83-7337-887-1
- 2003, Martyna, (jako współautor, Wydawnictwo Platforma Mediowa Point Group), ISBN 83-918772-0-5
- 2003, Samotność w sieci. Tryptyk, (Wydawnictwa Czarne i Prószyński i S-ka, w koedycji), ISBN 83-7337-477-9
- 2004, Los powtórzony, (Wydawnictwo Prószyński i S-ka SA), ISBN 83-7337-756-5
- 2005, 10 x miłość, (jako współautor, Świat Książki), ISBN 83-7391-784-5
- 2005, Intymna teoria względności, (Wydawnictwo Literackie), ISBN 83-08-03738-0
- 2005, Opowieści wigilijne, (jako współautor, Wydawnictwo Prószyński i S-ka SA), ISBN 83-7469-172-7
- 2005, 188 dni i nocy, (z Małgorzatą Domagalik, Wydawnictwo Santorski & Co, wznowiona w Wydawnictwie W.A.B.), ISBN 83-60207-20-8
- 2006, Opowiadania letnie, a nawet gorące, (jako współautor, Wydawnictwo Prószyński i S-ka SA), ISBN 83-7469-328-2
- 2006, Molekuły emocji, (Wydawnictwo Literackie), ISBN 83-08-03902-2
- 2007, Czy mężczyźni są światu potrzebni?, (Wydawnictwo Literackie), ISBN 978-83-08-04101-7
- 2008, Listy miłosne, (jako współautor, Świat Książki), ISBN 978-83-247-0984-7
- 2008, Arytmia uczuć, (z Dorotą Wellman, Wydawnictwo G+J), ISBN 978-83-60376-99-7
- 2008, Sceny z życia za ścianą, (Wydawnictwo Literackie), ISBN 978-83-08-04262-5
- 2008, Między wierszami, (z Małgorzatą Domagalik), (Wydawnictwo W.A.B.), ISBN 978-83-7414-528-2
- 2008, W poszukiwaniu najważniejszego. Bajka trochę naukowa, (Nasza Księgarnia), ISBN 978-83-10-11562-1
- 2009, Arytmie, (Wydawnictwo Książkowe „Elipsa”), ISBN 978-83-7640-029-7
- 2009, Bikini, (Świat Książki), ISBN 978-83-247-0391-3
- 2009, Bajkoterapia, (jako współautor, Nasza Księgarnia), ISBN 978-83-10-11667-3
- 2010, Zbliżenia, (Wydawnictwo Literackie), ISBN 978-83-08-04456-8
- 2010, Czułość oraz inne cząstki elementarne, (Wydawnictwo Literackie), ISBN 978-83-08-04528-2
- 2011, Łóżko, (Świat Książki), ISBN 978-83-247-2444-4
- 2011, Ukrwienia, (Wydawnictwo Literackie), ISBN 978-83-08-04655-5
- 2012, Na fejsie z moim synem, (Wydawnictwo Wielka Litera), ISBN 978-83-63387-00-6
- 2012, Moja bliskość największa, (Wydawnictwo Literackie), ISBN 978-83-08-04999-0
- 2012, Miłość oraz inne dysonanse, (z Irada Vovnenko, Wydawnictwo Znak), ISBN 978-83-240-2295-3
- 2014, Grand, (Wydawnictwo Wielka Litera), ISBN 978-83-64142-61-1
- 2014, Ślady, (Wydawnictwo Literackie), ISBN 978-83-08-05355-3
- 2014, Intymnie, Rozmowy nie tylko o miłości, (ze Zbigniewem Izdebskim, Wydawnictwo Znak), ISBN 978-83-240-2642-5
- 2015, Kulminacje, (jako współautor, Wydawnictwo Wielka Litera), ISBN 978-83-8032-005-5
- 2015, Moje historie prawdziwe, (Wydawnictwo Literackie), ISBN 978-83-08-05507-6
- 2015, I odpuść nam nasze..., (Wydawnictwo Od Deski do Deski), ISBN 978-83-65157-19-5
- 2016, Udręka braku pożądania, (Wydawnictwo Literackie) ISBN 978-83-08-06099-5
- 2017, Eksplozje, (jako współautor, Wydawnictwo Wielka Litera), ISBN 978-83-8032-140-3
- 2017, Marcelinka rusza w Kosmos. Bajka trochę naukowa, (Wydawnictwo TADAM), ISBN 978-83-94-6330-28
- 2017, Wszystkie moje kobiety. Przebudzenie, (Wydawnictwo Znak), ISBN 978-83-240-4643-0
- 2018, Spowiedź niedokończona, (Wydawnictwo Literackie) ISBN 978-83-08-06487-0
- 2018, Uczucia. Dziecinne opowieści o tym, co najważniejsze, (Wydawnictwo TADAM), ISBN 978-83-949890-7-1
- 2019, Koniec samotności, (Wydawnictwo Wielka Litera)  ISBN 978-83-8032-365-0
- 2020, Nazwijmy to miłość, (Wydawnictwo Literackie) ISBN 978-83-08-07040-6
- 2020, O siedmiu krasnoludkach, które nigdy nie spotkały królewny Śnieżki. I inne prawdziwe opowieści, (z Eweliną Wojdyło, Wydawnictwo TADAM), ISBN 978-83-6663-401-5
- 2021, Nowa Zelandia. Podróż przedślubna (z Eweliną Wojdyło, Wydawnictwo Wielka Litera), ISBN 978-83-8032-591-3
- 2022, Gate (Wydawnictwo Wielka Litera), ISBN 978-83-8032-729-0

- 2022, Marcelinka, Cecylka i pan Genomek. Opowieść mocno genetyczna, (Wydawnictwo TADAM), ISBN 978-83-6663-403-9
- 2023, Stany splątane, (Wydawnictwo Znak), ISBN 978-83-240-9580-3

### Książki naukowe
- 1993, Recent Advances in Chemical Information II, (współautor, Royal Society of Chemistry, London, UK), ISBN 0-85186-235-7
- 1998, The Beilstein System: Strategies for Effective Searching, (współautor, Oxford University Press), ISBN 0-8412-3523-6